# ITF Pelham
Das ITF Pelham ist ein Tennisturnier des ITF Women’s Circuit, das in Pelham, Vereinigte Staaten ausgetragen wird.
Offizielle Namen der Turniere bis heute:
- 2007–2007: M & F Bank
- 2008–2008: Pelham Racquet Club Women’s $25.000 Challenger
- 2009–2010: Women’s $25.000 Pro Circuit Challenger
- 2011–2016: Legacy Credit Union Women’s $25,000 Pro Circuit Challenger
- 2017–2017: Pelham Racquet Club Women’s
- 2018–2019: Legacy Credit Union Women’s $25,000 Pro Tennis Classic
- 2021–2021: Legacy Pro Classic
- 2022–: Pelham Racquet Club Pro Classic

## Siegerliste

### Einzel
| Jahr | Kategorie | Siegerin                   | Finalgegnerin         | Ergebnis       |
| ---- | --------- | -------------------------- | --------------------- | -------------- |
| 2004 | $25.000   | Zuzana Zemenová            | Olga Putschkowa       | 4:6, 6:4, 6:0  |
| 2005 | $25.000   | Soledad Esperón            | Aleksandra Wozniak    | 7:5, 6:2       |
| 2006 | $25.000   | Wassilissa Bardina         | Anda Perianu          | 6:1, 6:4       |
| 2007 | $25.000   | Edina Gallovits            | Gréta Arn             | 6:3, 7:5       |
| 2008 | $25.000   | Raquel Kops-Jones          | Rossana de los Ríos   | 6:3, 6:4       |
| 2009 | $25.000   | Rossana de los Ríos        | Jorgelina Cravero     | 6:4, 6:1       |
| 2010 | $25.000   | Edina Gallovits            | Ajla Tomljanović      | 6:2, 6:0       |
| 2011 | $25.000   | Marina Eraković            | Renata Voráčová       | 6:4, 2:6, 6:1  |
| 2012 | $25.000   | Heidi El Tabakh            | Edina Gallovits-Hall  | 3:6, 6:2, 6:4  |
| 2013 | $25.000   | Mariana Duque Mariño       | Kurumi Nara           | 1:6, 6:3, 6:4  |
| 2014 | $25.000   | Laura Siegemund            | Julija Putinzewa      | 6:1, 6:4       |
| 2015 | $25.000   | Anhelina Kalinina          | Laura Siegemund       | 6:3, 7:5       |
| 2016 | $25.000   | Grace Min                  | Bernarda Pera         | 6:4, 6:4       |
| 2017 | $25.000   | Ulrikke Eikeri             | Usue Maitane Arconada | 7:5, 6:2       |
| 2018 | $25.000   | Iga Świątek                | Allie Kiick           | 6:2, 6:0       |
| 2019 | W25       | Barbora Krejčíková         | Caroline Dolehide     | 6:4, 6:3       |
| 2020 | abgesagt  | abgesagt                   | abgesagt              | abgesagt       |
| 2021 | W25       | Panna Udvardy              | Jamie Loeb            | 65:7, 6:4, 6:3 |
| 2022 | W60       | María Carlé                | Elvina Kalieva        | 6:1, 6:1       |
| 2023 | W60       | Weronika Miroschnitschenko | Renata Zarazúa        | 7:65, 6:2      |

### Doppel
| Jahr | Kategorie | Siegerinnen                               | Finalgegnerinnen                          | Ergebnis          |
| ---- | --------- | ----------------------------------------- | ----------------------------------------- | ----------------- |
| 2004 | $25.000   | Līga Dekmeijere Natallia Dziamidzenka     | Sarah Riske Aleke Tsoubanos               | 6:3, 6:1          |
| 2005 | $25.000   | Kristína Michaláková Tetjana Luschanska   | Raquel Kops-Jones Kristen Schlukebir      | 7:62, 6:4         |
| 2006 | $25.000   | Tetiana Luzhanska Romana Tedjakusuma      | Tiffany Dabek Chanelle Scheepers          | 6:4, 6:1          |
| 2007 | $25.000   | Carly Gullickson Nicole Kriz              | Michaela Paštiková Hana Šromová           | 6:2, 2:6, 6:0     |
| 2008 | $25.000   | Michaela Paštiková Ahsha Rolle            | Lee Ye-ra Remi Tezuka                     | 7:5, 6:2          |
| 2009 | $25.000   | Daniëlle Harmsen Kim Kilsdonk             | Marie-Ève Pelletier Frederica Piedade     | 6:4, 5:7, [11:9]  |
| 2010 | $25.000   | Mallory Cecil Jamie Hampton               | Chan Chin-wei Nicole Kriz                 | 6:4, 6:3          |
| 2011 | $25.000   | Līga Dekmeijere Marie-Ève Pelletier       | Kimberly Couts Heidi El Tabakh            | 2:6, 6:4, [12:10] |
| 2012 | $25.000   | Julie Coin Marie-Ève Pelletier            | Jelena Bowina Jekaterina Bytschkowa       | 7:5, 6:4          |
| 2013 | $25.000   | Ashleigh Barty Arina Rodionowa            | Kao Shao-yuan Lee Hua-chen                | 6:4, 6:2          |
| 2014 | $25.000   | Danielle Lao Keri Wong                    | Dia Ewtimowa Ilona Kremen                 | 1:6, 6:4, [10:7]  |
| 2015 | $25.000   | wegen Schlechtwetter nicht fertiggespielt | wegen Schlechtwetter nicht fertiggespielt | --                |
| 2016 | $25.000   | Asia Muhammad Taylor Townsend             | Sophie Chang Caitlin Whoriskey            | 6:2, 6:3          |
| 2017 | $25.000   | Emina Bektas Sanaz Marand                 | Amanda Carreras Tena Lukas                | kampflos          |
| 2018 | $25.000   | Alexa Guarachi Erin Routliffe             | Maria Mateas María José Portillo Ramírez  | 6:1, 6:2          |
| 2019 | W25       | Usue Maitane Arconada Caroline Dolehide   | Oana Georgeta Simion Gabriela Talaba      | 6:3, 6:0          |
| 2020 | abgesagt  | abgesagt                                  | abgesagt                                  | abgesagt          |
| 2021 | W25       | Fernanda Contreras Gómez Marcela Zacarías | Erina Hayashi Kanako Morisaki             | 6:0, 6:3          |
| 2022 | W60       | Carolyn Ansari Ariana Arseneault          | Reese Brantmeier Elvina Kalieva           | 7:5, 6:1          |
| 2023 | W60       | Makenna Jones Jamie Loeb                  | Robin Anderson Elysia Bolton              | 6:4, 7:5          |

## Quelle
- ITF Homepage